# Liste der Monuments historiques in Languédias
Die Liste der Monuments historiques in Languédias führt die Monuments historiques in der französischen Gemeinde Languédias auf.

## Liste der Bauwerke
| Bezeichnung    | Beschreibung              | Standort | Kennzeichnung | Schutzstatus | Datum | Bild           |
| -------------- | ------------------------- | -------- | ------------- | ------------ | ----- | -------------- |
| Abtei Beaulieu | Erbaut im 17. Jahrhundert | (Lage)   | PA00089249    | Inscrit      | 1927  | weitere Bilder |

## Liste der Objekte
- Monuments historiques (Objekte) in Languédias in der Base Palissy des französischen Kultusministeriums